# Pasquale Buonocore
Pasquale Buonocore (ur. 17 maja 1916 w Neapolu, zm. 1 września 2003 tamże) – włoski piłkarz wodny, złoty medalista olimpijski z Londynu.
Zawody w 1948 były jego jedynymi igrzyskami olimpijskimi, wspólnie z kolegami został mistrzem olimpijskim. Występował w bramce. Był mistrzem Europy w 1947. Był mistrzem Włoch w barwach klubu z rodzinnego miasta.